# Verein für Bewegungsspiele Friedrichshafen 2016-2017
Questa voce raccoglie le informazioni riguardanti il Verein für Bewegungsspiele Friedrichshafen nelle competizioni ufficiali della stagione 2016-2017.

## Organigramma societario
Area direttiva
- Presidente: Sebastian Schmidt

Area tecnica
- Allenatore: Vital Heynen
- Allenatore in seconda: Adrian Pfleghar
- Scout man: Radomir Vemić

Area sanitaria
- Medico: Patrick Frei, Johann Kees
- Fisioterapista: Martin Goos, Kathrin Klenk, Oliver Klenk, Achim Schüler

## Rosa
| N° | Nome                    | Ruolo | Data di nascita   | Nazionalità sportiva |
| -- | ----------------------- | ----- | ----------------- | -------------------- |
| 3  | Thilo Späth             | L     | 8 giugno 1987     | Germania             |
| 4  | Andreas Takvam          | C     | 4 giugno 1993     | Norvegia             |
| 5  | David Sossenheimer      | S     | 21 giugno 1996    | Germania             |
| 6  | Michal Finger           | O     | 2 settembre 1993  | Rep. Ceca            |
| 7  | Athanasios Prōtopsaltīs | S     | 12 settembre 1993 | Grecia               |
| 8  | Georg Klein             | C     | 21 agosto 1991    | Germania             |
| 10 | Simon Tischer           | P     | 24 aprile 1982    | Germania             |
| 11 | Daniel Malescha         | O     | 28 aprile 1994    | Germania             |
| 12 | Jakob Günthör           | C     | 21 settembre 1995 | Germania             |
| 13 | Markus Steuerwald       | L     | 7 marzo 1989      | Germania             |
| 14 | Tomas Rousseaux         | S     | 31 marzo 1994     | Belgio               |
| 15 | Armin Mustedanović      | S     | 26 aprile 1986    | Bosnia ed Erzegovina |
| 16 | Julian Zenger           | L     | 26 agosto 1996    | Germania             |
| 17 | Tomáš Kocian            | P     | 27 marzo 1988     | Slovacchia           |